# Jambon, Jambon
 (décembre 2011).
Pour plus de détails, voir Fiche technique et Distribution.

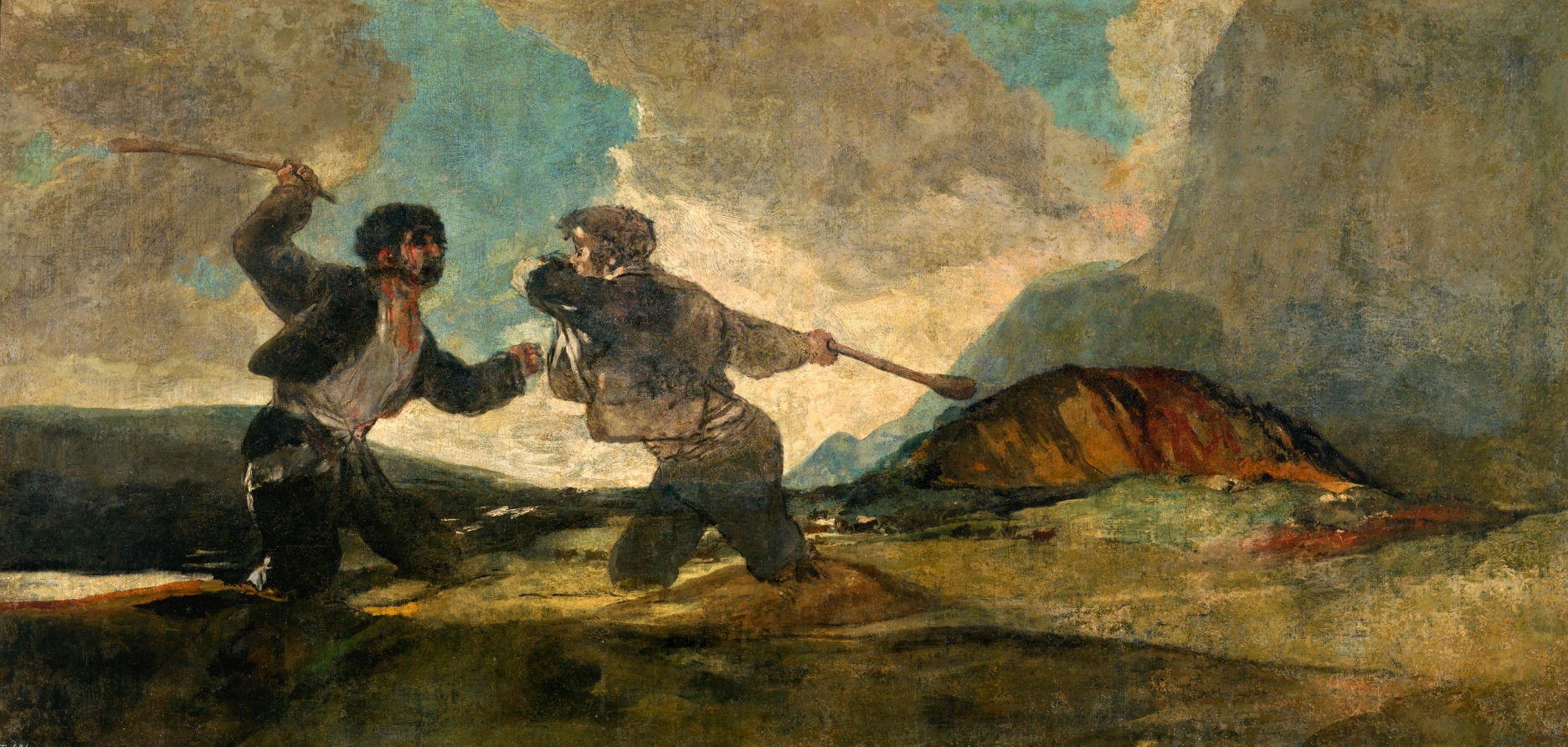
Le combat final entre José Luis et Raúl, à genoux, Deux hommes qui luttent de Goya.

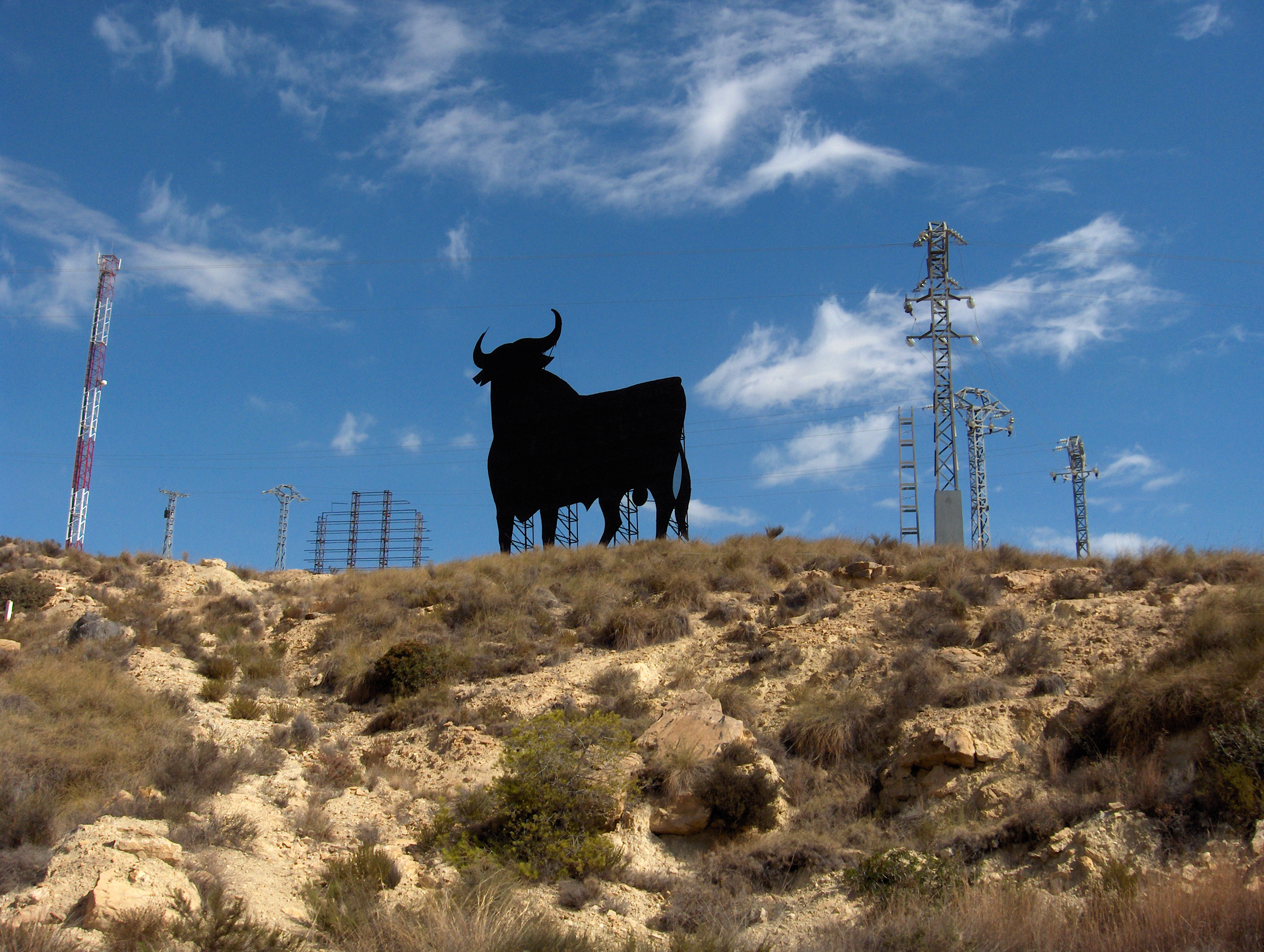
José Luis viole Silvia sous un taureau Osborne comme celui de cette image. José Luis escalade la structure et détruit les testicules, le "castrant" ainsi.

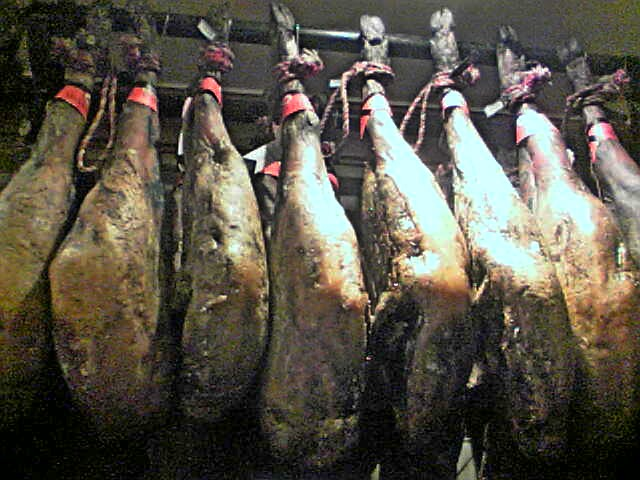
Des jambons apparaissent à plusieurs reprises dans le film.

Jambon, Jambon (en espagnol : Jamón, jamón) est une comédie dramatique espagnole de 1992, réalisée par Bigas Luna et interprétée par Javier Bardem, Jordi Mollà et Penélope Cruz (qui y fait ses débuts). Le film suit une jeune femme, Silvia, interprétée par Cruz.
Le film se veut une allégorie de l'Espagne elle-même et aborde le thème de la virilité, sous l'égide du taureau ainsi que le plaisir de manger, évoqué tout au long du film à travers le jambon, la tortilla et l'ail, emblématiques de la cuisine traditionnelle espagnole.
Il a valu à Bigas Luna le Lion d'Argent au Festival de Venise en 1992.

## Scénario
Une très belle jeune femme pauvre, Silvia (Penélope Cruz), gagne sa vie en préparant des omelettes pour les ouvriers textiles de la fabrique de sous-vêtements masculins des parents de José Luis. Après n'avoir pas eu ses règles deux mois de suite, Silvia révèle à José Luis qu'elle est enceinte, en s'attendant à une réaction négative de sa part. Cependant, Silvia est surprise et ravie quand José Luis lui exprime son amour et son désir de l'accompagner durant la grossesse. Dans un moment de romantisme, il ramasse par terre la goupille d'une canette de soda et la passe au doigt de Silvia, puis la demande en mariage. Malgré l'absence de valeur pécuniaire de l'alliance, Silvia la chérit, ainsi que tout ce qu'elle symbolise.
José Luis a beaucoup de mal à expliquer à sa mère, Conchita, une femme surprotectrice et manipulatrice, qu'il est amoureux de Silvia et désire l'épouser. Elle n'approuve pas le mariage avec une fille dont la mère est une prostituée. Lorsque le père de José Luis refuse d'intervenir, Conchita prend les choses en main. Elle engage Raúl (Javier Bardem), un très viril livreur de jambon venu postuler pour être mannequin de sous-vêtements pour sa marque, afin que celui-ci séduise Silvia, en espérant que cela l'éloignera de son fils et empêchera le mariage. Malgré plusieurs tentatives de séduction agressives de Raúl, Silvia continue de vouloir épouser José Luis. Raúl tombe finalement réellement amoureux de Silvia. Cependant, Conchita développe un violent désir sexuel pour Raúl, et lui offre tout ce qu'il veut, simplement pour pouvoir coucher avec lui. Raúl devient l'amant de Conchita pour obtenir la moto dont il a toujours rêvé.
Pendant ce temps, l'incapacité apparente de José Luis à s'opposer à sa mère conduit Silvia à vouloir « un homme, un vrai ».  Elle commence alors à se laisser séduire par Raúl. Conchita s'oppose aussi à cette relation, car elle voudrait garder Raúl pour elle seule. Mais Silvia commence à répondre aux avances de Raúl. Ceci rend José Luis furieux et il jure de tuer Raúl.
Le film se termine par un combat à mort entre José Luis et Raúl. José Luis surprend Raúl en plein acte sexuel avec sa mère et commence à se battre avec lui en utilisant comme arme l'un des énormes jambons serranos dont Raúl est friand — et qu'il possède en quantité dans sa petite fabrique. Raúl tue finalement José Luis. Cependant que Raúl et Conchita le pleurent, Silvia arrive avec le père de José Luis. Ils sont suivis de près par la mère de Silvia. Le film se termine par une scène de deuil étrange, où chacun des trois pseudo-couples du film est réuni dans la douleur : Conchita pleure Raúl, la mère de Silvia pleure José Luis (pour lequel elle faisait office à la fois de figure maternelle et de prostituée), et le père de José Luis pleure dans les bras de Silvia, dont la semi-innocence l'avait apparemment séduit. Cette scène fait se rejoindre les principaux thèmes du film : instincts primitifs, infidélité et destruction.

## Fiche technique
- Titre français: Jambon, jambon
- Titre original: Jamón jamón
- Réalisation: Bigas Luna
- Scénario: Cuca Canals, Bigas Luna, Quim Monzo (dialogues)
- Image: José Luis Alcaine
- Musique: Nicolas Piovani
- Production: Andrés Vicente Gómez, Manuel Lombardero, Pepo Sol
- Pays d'origine:  Espagne
- Langue originale: espagnol
- Durée: 95 min
- Format: couleur
- Dates de sortie:
  - Espagne : 4 septembre 1992
  - France: 16 juin 1993

- Classification : interdit aux moins de 12 ans

## Distribution
- Penélope Cruz (VF : Julie Dumas) : Silvia
- Javier Bardem : Raul Gonzales
- Stefania Sandrelli (VF : Maïk Darah) : Conchita, mère de Jose Luis
- Anna Galiena : Carmen, mère de Silvia
- Juan Diego : le père de Jose Luis
- Jordi Mollà (VF : Mathias Kozlowski) : Jose Luis
- Tomás Martín : José Gabrieles (crédité sous Tomás Penco)

## Métaphoresgastronomiques
Les métaphores dominantes du film sont liées à la nourriture : Les personnages ont des désirs primitifs (des faims), qui sont représentés par la viande et l'imagerie animale. L'un des prétendants de Silvia rêve de devenir matador. On assiste à une scène de tauromachie où Raúl et son frère s'entraînent complètement nus.
À la fin du film, les deux personnages qui se disputent l'amour de Silvia se battent avec d'énormes jambons séchés.
Un autre exemple de l'imagerie gastronomique a lieu durant une scène érotique entre Silvia et José Luis : Il découvre les seins de Silvia, les suçote et les lèche. Alors que Silvia lui demande pourquoi il « aime manger ses seins », il répond qu'il "aime leur goût". Elle lui demande "Ils ont goût de quoi?" Il répond "Je ne sais pas" Puis elle lui demande s'ils ont le goût de la tortilla aux oignons. Il répond que "ça serait fantastique, si l'un avait goût de tortilla, et l'autre de jambon".
Il s'agit ici de types de jambon et d'omelette propres à la gastronomie espagnole.
On voit souvent les cuisses de Raúl, à la fois très charnues et musclées.
La scène où Conchita passe en revue les photos pour le choix du futur mannequin de la marque de sous-vêtements est très suggestive : il s'agit d'une succession de gros plans sur le bas-ventre de jeunes hommes très musclés, dont on ne voit pas le visage.

## Titre
En espagnol, jamón signifie jambon. La répétition "jamón, jamón, jamón..." sonne comme la comptine enfantine  "monja, monja, monja..." ("nonne, nonne, nonne").
La scène où José Luis commente le goût des seins de Silvia laisse entendre que "Jamón, jamón" pourrait avoir un double sens.
De plus, Raúl appelle plusieurs fois Silvia "jamóna", qui est un jeu de mots sur le prénom espagnol "Ramona", et qu'on pourrait traduire par "jambonnette".

## Tournage
Le film a été tourné dans le désert autour de Castejón de Monegros, dans la province de Saragosse, ce qui explique les nombreux plans désertiques.